# كاثرين باركر
كاثرين باركر (بالإنجليزية: Katharine Parker)‏ هي ملحنة أسترالية، ولدت في 28 مارس 1886 في Cressy, Tasmania ‏ في أستراليا، وتوفيت في 28 مارس 1971 في Darlinghurst ‏ في أستراليا.

## وصلات خارجية
- كاثرين باركر على موقع ميوزك برينز (الإنجليزية)
- كاثرين باركر على موقع أول ميوزيك (الإنجليزية)
- كاثرين باركر على موقع أول ميوزيك (الإنجليزية)
- كاثرين باركر على موقع ديسكوغز (الإنجليزية)